# Dąb lirolistny
Dąb lirolistny (Quercus lyrata Walter) – gatunek roślin z rodziny bukowatych (Fagaceae Dumort.). Występuje naturalnie w południowych i wschodnich Stanach Zjednoczonych – w Alabamie, Arkansas, Dystrykcie Kolumbii, Delaware, na Florydzie, w Georgii, Illinois, Indianie, Kentucky, Luizjanie, Marylandzie, Missouri, Missisipi, Karolinie Północnej, New Jersey, Oklahomie, Karolinie Południowej, Tennessee, Teksasie oraz Wirginii. 

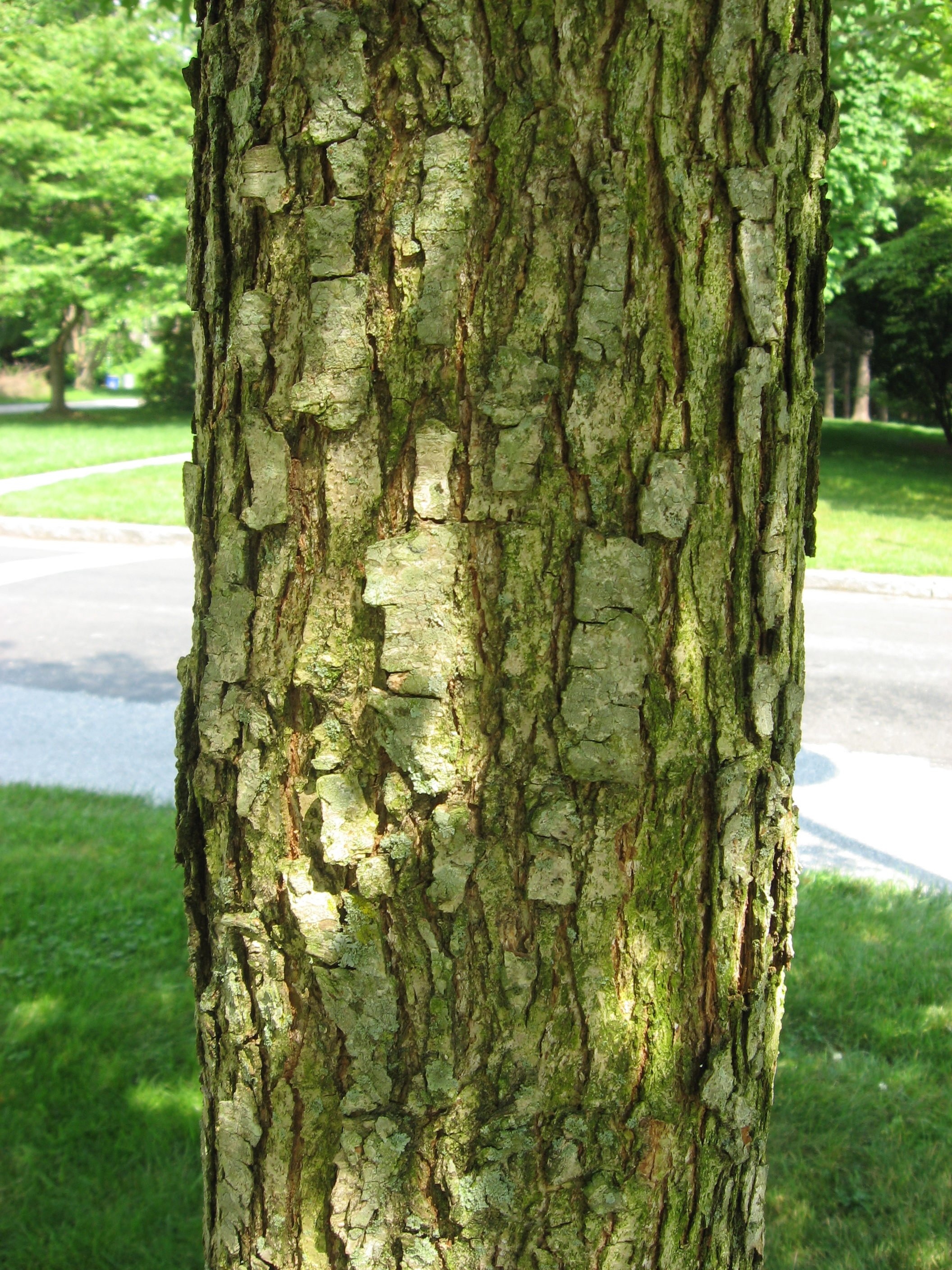
Pień

## Morfologia
PokrójZrzucające liście drzewo dorastające do 20 m wysokości. Kora ma szarą barwę.
LiścieBlaszka liściowa jest nieco skórzasta i ma odwrotnie jajowaty kształt. Mierzy 10–16 cm długości oraz 5–10 cm szerokości, jest klapowana na brzegu, ma nasadę od klinowej do ostrokątnej i zaokrąglony wierzchołek. Ogonek liściowy jest nagi i ma 8–20 mm długości.
OwoceOrzechy zwane żołędziami o kształcie od podługowatego do elipsoidalnie jajowatego, dorastają do 25–50 mm długości i 20–40 mm średnicy. Osadzone są pojedynczo w miseczkach o kulistym kształcie lub w formie kubka, które mierzą 15–20 mm długości i 20–30 mm średnicy. Orzechy otulone są w miseczkach do 90–100% ich długości.

## Biologia i ekologia
Rośnie w wilgotnych lasach, na bagnach oraz brzegach rzek, na terenach nizinnych.